# Bernardo Daddi

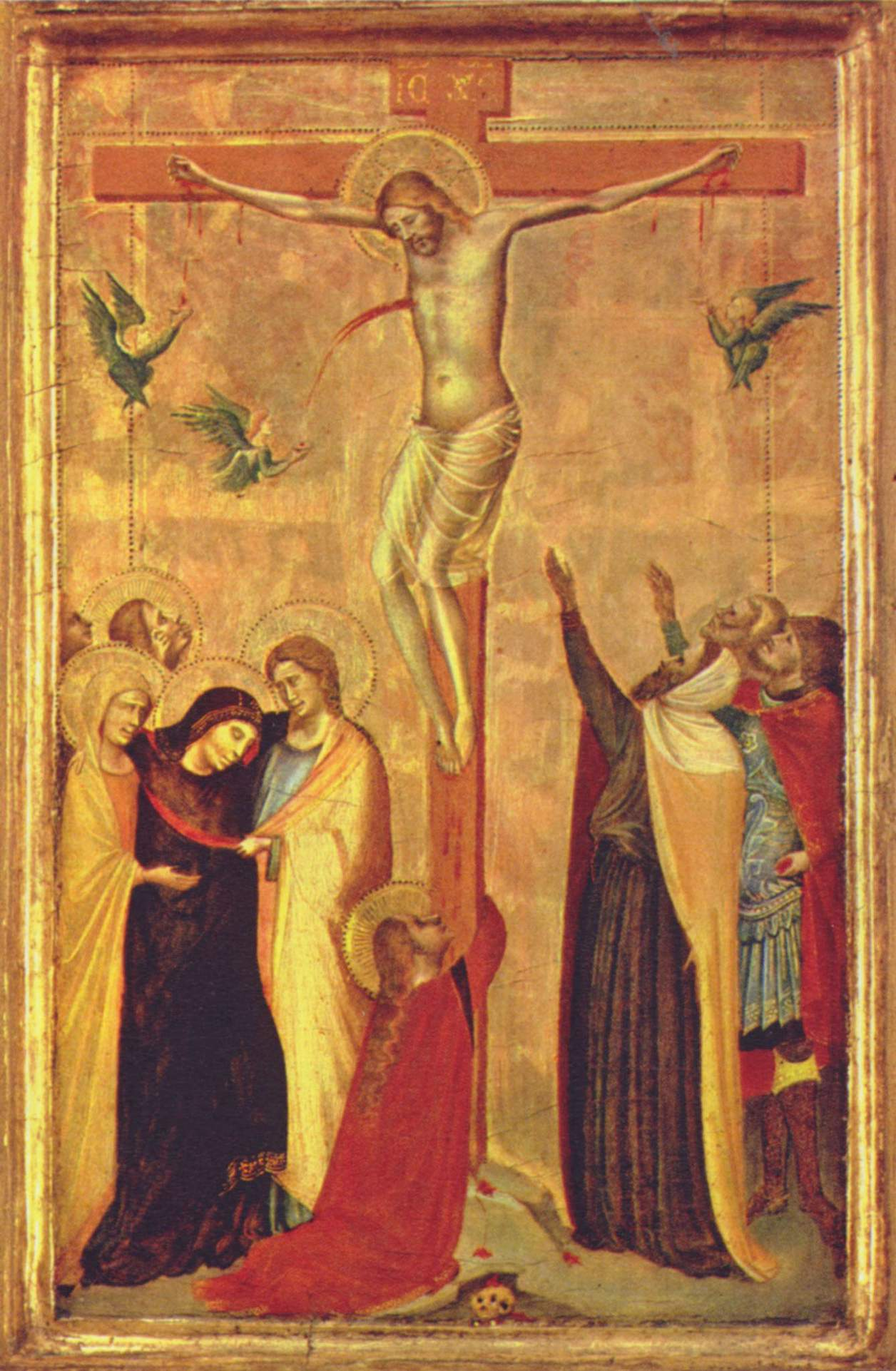
Kruisiging (1340-1345), National Gallery of Art, Washington D.C..

Bernardo Daddi (Florence, ca. 1290-1300 – aldaar, 1348) was een Italiaanse schilder. Hij was volgens de meeste studies een leerling van Giotto. Hij werd ook beïnvloed door de Sienese schilders Ambrogio en Pietro Lorenzetti en door een aantal schilders van de zogenaamde miniaturen strekking, onder meer de Cecilia Meester en de Meester van de Sint Joris Codex.
Hij was, volgens teruggevonden documenten, actief in Florence tussen 1312 en 1348 en was een van de belangrijkste Florentijnse schilders van die periode. Daddi had in de periode 1330-1340 heel veel succes met zijn kleine devotiepaneeltjes en leverde een belangrijke bijdrage in de ontwikkeling van draagbare huisaltaren.

## Biografie
Bernardo Daddi werd waarschijnlijk geboren in Florence als zoon van Daddo di Simone, afkomstig van Salto nel Mugello. Hij was ingeschreven in het register van de Arte dei Medici e Speziali, een gilde van kunstenaars in Florence. In hun register is hij terug te vinden aan het einde van de periode van 1312 tot 1320. Als men zich daarop baseert, moet zijn geboortedatum ergens in de laatste decade van de dertiende eeuw gesitueerd worden.
Volgens de archieven werkte hij in 1335 aan een paneel voor het altaar van Sint Bernardus voor de Capella dell’Udienza (kapel van de audiëntiezaal) in het Palazzo della Signoria en kocht hij een deel van een woning in de Via Larga van Borgo San Lorenzo. In 1339 werd hij raadslid van de Compagnia di San Luca (Sint Lucas gilde) en trad hij op als getuige bij een overlijden. Het jaar daarop kreeg hij de opdracht voor een schilderij voor het koor van de kerk van Santa Maria a Quarto en in 1341 volgde een bestelling voor het hoofdaltaar van dezelfde kerk. De laatste verwijzing naar Daddi in de archieven is in een document van 18 augustus 1348, waar naar hem wordt gerefereerd als overleden.

## Loopbaan
De schrijvers uit de renaissance zoals Vasari hebben geen correcte informatie over Daddi geleverd. Het was pas in de negentiende eeuw dat de kunsthistorici L. Passerini en G. Milanesi de schilder Bernardus de Florentia (Bernardo Daddi) uit de vergetelheid haalden en op basis van documenten enkele werken aan hem toeschreven. In 1903 schrijft Georg Vitzhum (Bertold Georg Graf Vitzthum von Eckstädt) een doctoraatsthesis waarin hij op basis van de kern van toegeschreven werken, de stijlkenmerken van de artiest beschreef. Er volgde een vloed van toeschrijvingen temeer daar het werk van Daddi in de smaak van het publiek viel. Dat heeft R. Offner, in zijn basiswerk (1930) over Daddi, ertoe aangezet de lijst van werken te strikt te saneren.
Recente studies delen zijn actieve periode onder in drie fases: het vroege werk voor 1330 dat zeer sterk herinnert aan Giotto, het mature werk na 1330 waarin hij de Giotteske invloeden laat versmelten met de Sienese en de monumentale fase vanaf ca. 1343 waarin hij zich, in tegenstelling met zijn vroegere werk, gaat toeleggen op grote en monumentale werken.

### Vroege periode

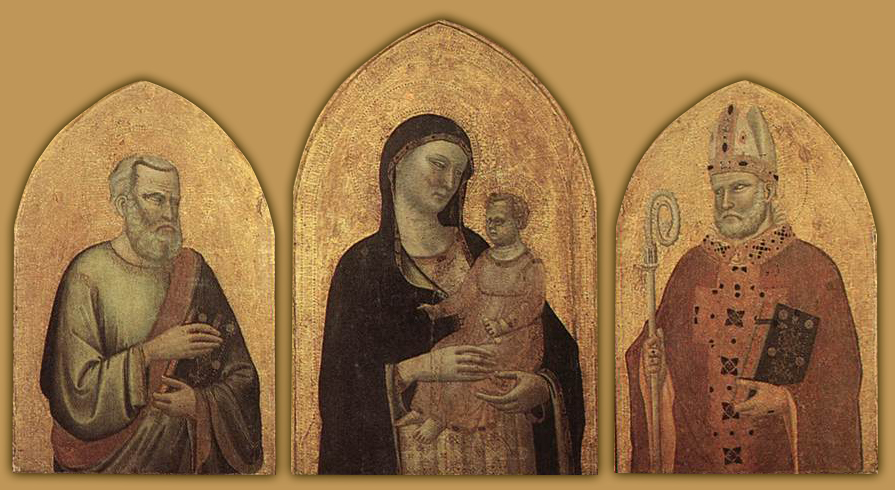
Trittico di Ognissanti

Een scharnierwerk in het oeuvre van Daddi is het Trittico di Ognissanti van 1328 nu in het Uffizi in Florence. Het is het eerste werk dat met zekerheid aan Daddi kan toegeschreven worden. In dezelfde groep kan men een aantal werken plaatsen uit de tweede decade van de veertiende eeuw. De Getroonde Madonna met Kind, nu in de Galleria nazionale di Parma is een van de werken in die groep, waarschijnlijk van omstreeks 1320. Dit werk is nog sterk gebaseerd op de stijl van Giotto en de typische Daddistijl zoals we die kennen uit de talloze huisaltaren uit de jaren 1330 is nog ver weg. Het werk verwijst naar een archaïsche Giottostijl zoals die ook werd toegepast door de Cecilia Meester voor 1320. Het doet sterk denken aan de fresco’s van Giotto in de Peruzzi kapel van de Santa Croce in Firenze. Andere werken uit die vroege jaren zijn een Heilige Bisschop in het Museo Fesch van Ajaccio, een H. Benedictus in de collectie Brunelli in Milaan, een Madonna met Kind in de Pinacoteca Vaticana en de fresco’s in de Santa Croce die rond 1325 zouden moeten geplaatst worden in plaats van de klassieke datering tussen 1328 en 1333. In deze werken volgde hij elementen uit de stijl van Giotto die hem geschikt leken voor het te leveren werk, hij gebruikte de strenge en strikte manier van schilderen van Taddeo Gaddi, een leerling van Giotto, met uitgesproken chiaroscuro modellering, maar hij verzachtte de lijnvoering en het kleurenpalet in de stijl van de gotische traditie. De Madonna uit het Uffizzi is het eindpunt van deze reeks. In dit werk kunnen we de evolutie zien van de vermenging van de Giotto stijl met de Sienese stijl van het einde van de dertiende eeuw en wordt de persoonlijke stijl van Daddi duidelijk.

### Mature periode

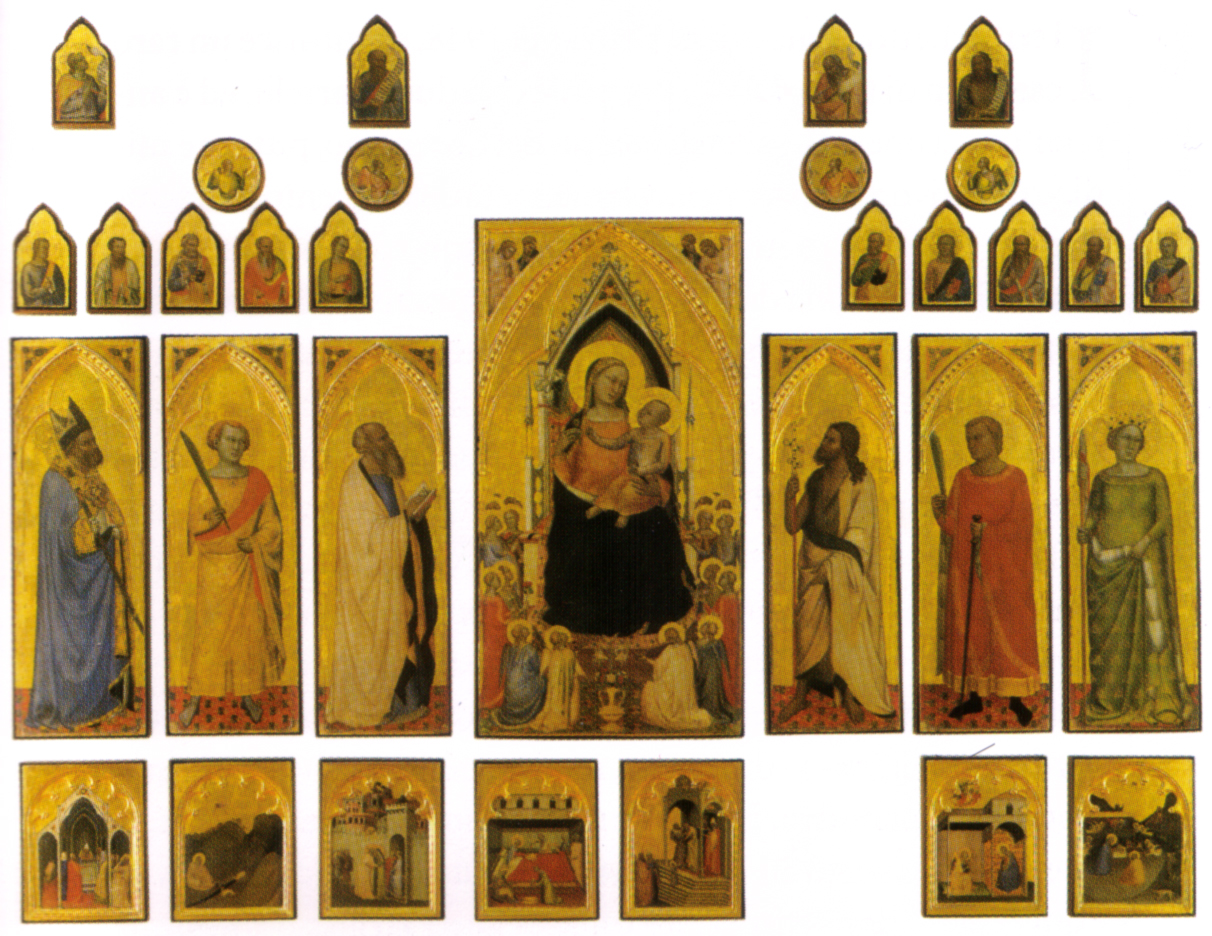
Polyptiek van Pancratius, Uffizi

In de jaren 1330 werd het atelier van Bernardo Daddi stilaan een gevestigde waarde in Florence. Ze produceerden voor de vrije markt talloze kleine devotiepanelen met afbeeldingen van de Heilige Maagd met Kind, het kerstgebeuren en de kruisiging, zoals onder meer de triptiek van de Scottish National Gallery en die van de Courtauld Gallery in Londen. Er was een grote vraag naar dergelijke paneeltjes en ze werden gretig afgenomen door de rijke Florentijnse burgerij. Giotto verbleef van 1328 tot 1334 in Napels, dit heeft waarschijnlijk de vraag naar het werk van Daddi nog vergroot. Daddi had elementen van de tedere zoete stijl van de Sienezen overgenomen en die geïntegreerd met de Giotto stijl voor zijn afbeeldingen van de Maagd met Kind. Hij creëerde een serene, glimlachende Madonna die speels en teder met haar kindje bezig is en zij wordt het constante motief in het geproduceerde werk. Zijn beste werken zijn terug te vinden tussen deze kleine huisaltaren. In deze periode ontstaan ook grote polyptieken voor de kerken in Firenze en omgeving zoals de polyptiek van Pancratius van Rome nu in het Uffizi. De polyptiek van Pancratius is het belangrijkste werk van Daddi waarin hij zijn stijl en persoonlijkheid volledig uitwerkt. In dit werk toont de kunstenaar zijn volgroeide artistieke rijpheid. Hij heeft de voorbeelden van Maso di Banco achter zich gelaten, zijn composities zijn elegant geritmeerd en hij gebruikt een fel bijna agressief kleurenpalet met zeer lumineuze tinten. Dit was totaal nieuw in het Firenze van zijn tijd, maar verwant aan het werk van Ambrogio Lorenzetti.

### Late periode
In 1339 werd Daddi raadslid bij de Academia di San Luca. Hij ging dan voornamelijk grote monumentale werken produceren. In 1339 maakt hij het Geschilderd kruisbeeld in de Galleria dell'Accademia. Dit werk met een onderwerp dat vrij populair was in die tijd, toont een evenwichtige fusie tussen de erfenis van Giotto en de gotische stijl. Het was ook in die periode dat Daddi het grote werk voor het tabernakel van de Orsanmichele realiseerde. Zijn laatste gekende werk is de Polyptiek van San Giorgio a Ruballa, gedateerd op 1348 en nu in de Courtauld Gallery in Londen.

## Werken

### Vroege werk

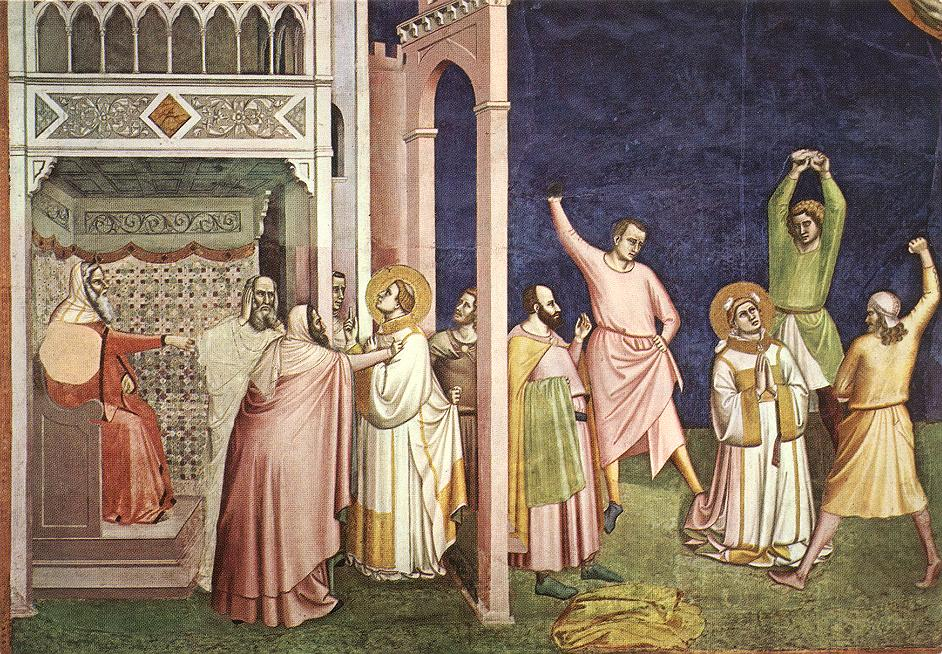
Fresco met de marteldood van de H. Stephanus, ca. 1328-1333, capella Pulci-Beraldi, Santa Croce – Florence

- Heilige Bisschop, ca.1320, Museo Fesch, Ajaccio[10]
- Heilige Petrus, ca. 1310(?), National Gallery of Art, Washington[11]
- Johannes de Doper, c. 1320, La Spezia, Museo civico Amedeo Lia
- Polyptiek met de heilige Maagd met kind en vier heiligen, ca. 1320, Galleria nazionale di Parma
- Maagd met Kind, twee panelen uit een polyptiek, Pinacoteca Vaticana
- Polyptiek in de parochiekerk van Lucarelli (Radda in Chianti
- Fresco’s met de marteldood van de HH. Laurentius en Stephanus, ca. 1325,  capella Pulci-Beraldi, Santa Croce – Florence[12]
- Trittico di Ognissanti: Madonna met kind en de HH. Mattheus en Nicolaas van Bardi, ca. 1328, Galleria degli Uffizi, Florence

### Mature werk

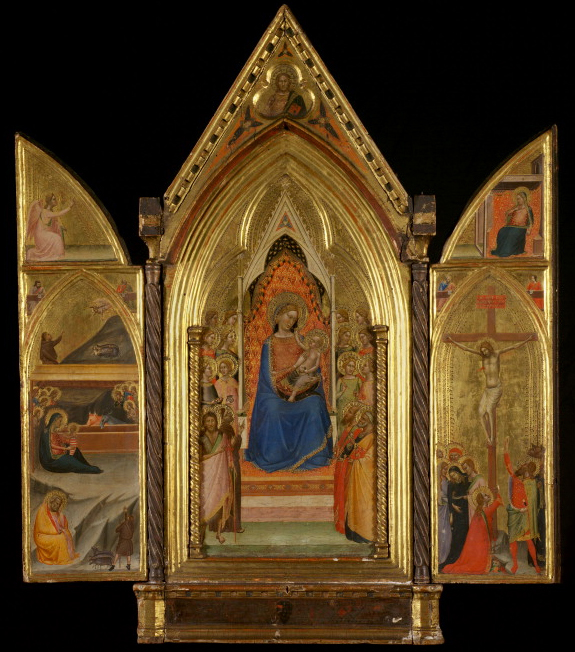
Triptiek, Madonna, Kerstgebeuren en kruisiging, ca. 1338, The Courtauld Gallery, Londen.

- Kruisiging, 1326-1330, J. Paul Getty Museum, Los Angeles
- Tronende Madonna met Kind, ca. 1330,  Kerk van San Pietro a Lecore
- De aankomst van de H. Ursula in Keulen, ca. 1333, J. Paul Getty Museum, Los Angeles[13]
- Sint Paulus met een groep vereerders, ca. 1333, National Gallery of Art, Washington[11]
- Getroonde Madonna met Kind met de HH. Johannes Gualbertus, Johannes de Doper, Franciscus en Nicolaas, ca. 1334, The Norton Simon Foundation, Pasadena
- Triptiek, Madonna, Thomas van Aquino en de H. Paulus, ca. 1335, J. Paul Getty Museum, Los Angeles[14]
- Annunciatie met twee engelen, ca. 1335, Louvre, Parijs
- Triptiek (huisaltaar), ca. 1338, Scottish National Gallery[9]
- Kroning van de Heilige Maagd, 1340-145, National Gallery of Art, Londen[15]
- Het huwelijk van de Maagd Maria, ca. 1339-1342, The Royal Collection, Londen
- Vier musicerende engelen, ca. 1340, Christ Church Picture Gallery, Oxford
- H. Laurentius, ca. 1340, Pinacoteca di Brera, Milaan
- Polyptiek van San Pancrazio van Rome, ca. 1336–1340, Galleria degli Uffizi, Florence[16]

### Late werk

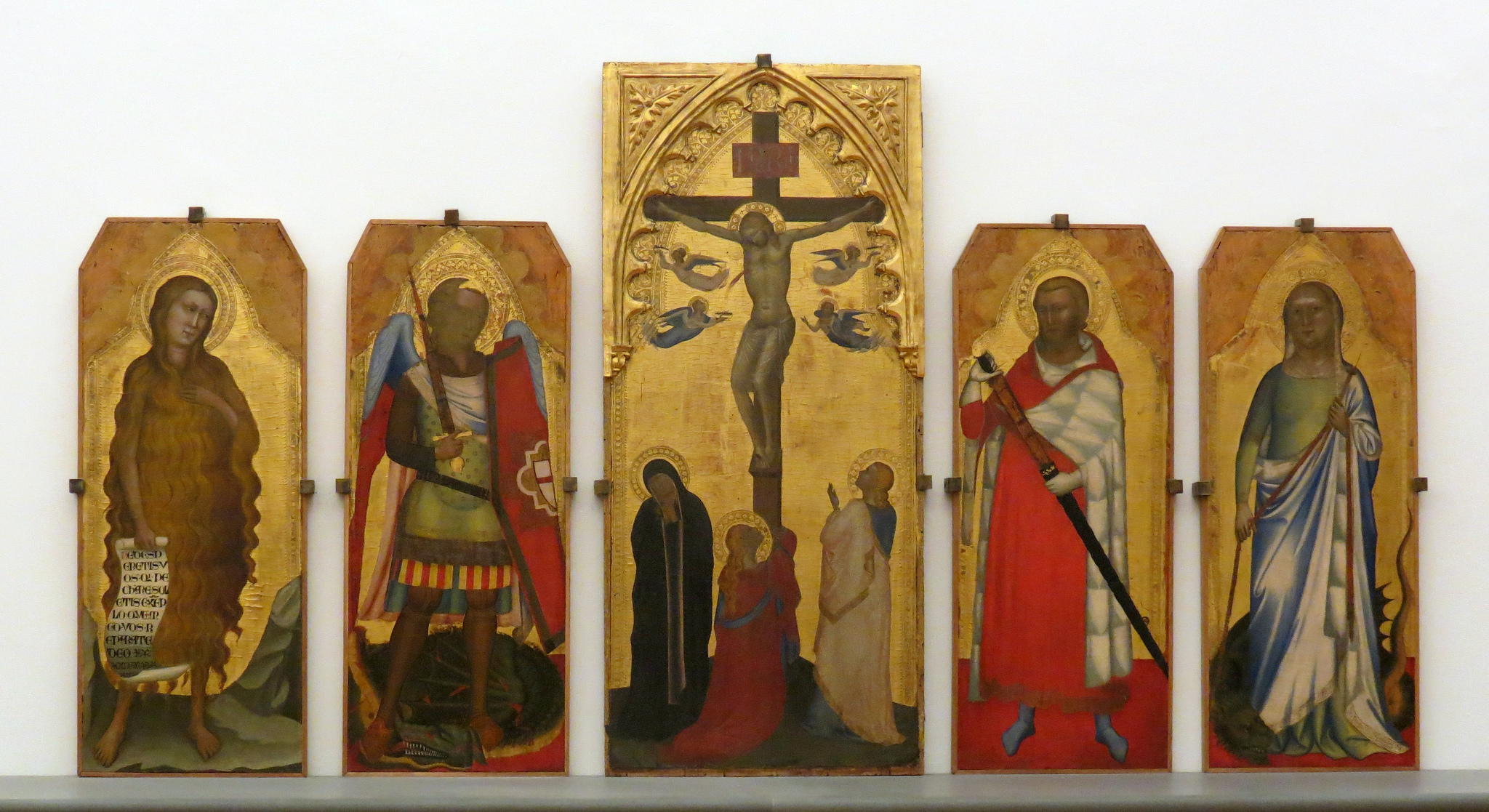
Bernardo Daddi & Puccio di Simone, 1346-1348, polyptiek met kruisiging

- Geschilderd kruisbeeld, ca. 1340, (4,76 x 4,20 m), Museo Bardini,
- Kruisiging, ca. 1340-1345, National Gallery of Art, Washington
- Geschilderd kruisbeeld, ca. 1339, (3,50 x 2,75 m),  Galleria dell'Accademia
- Madonna met Kind, heiligen en engelen, ca. 1345, National Gallery of Art, Washington[11]
- Acht panelen met taferelen uit het leven van de H. Stephanus, uit een predella van een onbekende polyptiek, ca. 1345, Vaticaanse Musea
- Polyptiek van San Giorgio a Ruballa, Kruisiging met heiligen, ca. 1348, The Courtauld Gallery, Londen[17]
- Orsanmichele Madonna met Kind en heiligen, ca. 1346-1347, Florence[18]